# フルカウルミニ四駆
フルカウルミニ四駆（フルカウルミニよんく）は、タミヤの動力付き自動車模型、ミニ四駆シリーズの一種。1994年9月から発売された。

## 概要
それまでのミニ四駆はフォーミュラカーのようにタイヤが露出していたが、フルカウルミニ四駆はその名の通りタイヤがボディに覆われている物が大半である。ネオトライダガーZMCのようにタイヤが一部露出しているものもあるが、書籍によっては「カウルの小型化」と表現されており、カウルが無いわけではない。このカウルはタミヤの改造作、アバンテ・ブラザーズの五男アバンテ・エアロが初出と推測される。このボディ形状は空気抵抗を軽減する効果があるとされているが、ミニ四駆ほどの大きさでは空気抵抗の影響を受け難いので無意味であるという指摘もある。ただタイヤをカウルで覆う都合上ホイールが小径化されており、それによる低重心化や加速力の強化により走行は安定する。
こしたてつひろの漫画『爆走兄弟レッツ&ゴー!!』に登場、マシンのデザインもこしたが担当した。この作品で人気を得、第2次ミニ四駆ブームを巻き起こした。『爆走兄弟レッツ&ゴー!!』もテレビアニメ化、ゲーム化、劇場アニメ化され、それに伴いフルカウルミニ四駆も爆発的にヒットした。その後漫画、アニメで登場するメインは新シリーズエアロミニ四駆に変わり、漫画、アニメの終了にともない、ブームは終焉を迎えた。
このシリーズからは、ミニ四駆歴代マシン売り上げの2位～5位の車種として、ビクトリーマグナム、ネオトライダガーZMC、サイクロンマグナム、ビークスパイダーを輩出(1位はレーサーミニ四駆のアバンテJr.)。レーサーミニ四駆に匹敵するほどの長寿シリーズとなっており、ブーム終了後も大半の車種は生産され続け、現在でも一部車種を除いて購入が可能である。
近年ではスーパー1/スーパーTZ/スーパーFMシャーシで発売された初期～中期のマシンとリアルミニ四駆シリーズのマシンがリメイクされ、「○○（マシン名）プレミアム」という商品名で発売されている。剛性と拡張性を強化した新設計の「スーパーIIシャーシ」や「ARシャーシ」、「FM-Aシャーシ」を搭載しているほか、原作コミックに合わせたシールのデザイン変更とホイルシール化が行われている。「プレミアム」シリーズではレーサーミニ四駆やスーパーミニ四駆シリーズにも展開されている。また、モーターが標準装備されるようになった。
これらの車両は実車が存在しない架空の物だが、箱には他シリーズに合わせたのか「32分の1スケール」の表記があった。ただし、製品はかなり大きく、24分の1スケールの車両に近い。
ガンブラスターXTOには劇場版のプロモーションのために本物の車両を改造したものが実在し、こしたが乗った感想を単行本にてコメントしていた。また、映画『ミニ四ファイター超速プロジェクト スイッチ・オン』のエンディングは同車の鈴鹿サーキットでの走行シーンとなっている。現在は岡山県おもちゃ王国にて展示されている。
基本的にはアニメで言うところの国内編及びWGP編の登場マシンがフルカウルであり、MAX編はエアロミニ四駆となるが、2車種だけ例外がある。ファイヤースティンガーは、ボディがレイスティンガーベース、シャーシがスーパーTZのためフルカウルとなっている。ディオマース・ネロに至っては、前輪のカウルが無く、MAX登場車種である上にシャーシも基本的にエアロ/マイティに採用されるVSシャーシであるにもかかわらずフルカウルの扱いである。

## 登場車種
ナンバー/マシン名（爆走兄弟レッツ&ゴー!!内での使用キャラクター）
- 01/マグナムセイバー（星馬豪、佐上ジュン（PS『WGPハイパーヒート』のみ））（1994年9月発売）
- 02/ソニックセイバー（星馬烈、柳たまみ（PS『WGPハイパーヒート』のみ））（1994年9月発売）
- 03/トライダガーX（鷹羽リョウ）（1994年12月発売）
- -/ブラックセイバー（黒沢太、黒沢軍団）（1995年3月発売）
- 04/スピンアックス（三国藤吉）（1995年4月発売）
- 05/プロトセイバーJB（J）（1995年7月発売）
- 06/ビクトリーマグナム（星馬豪）（1995年9月発売）
- 07/バンガードソニック（星馬烈）（1995年9月発売）
- 08/ビークスパイダー（沖田カイ）（1995年12月発売）
- 09/ネオトライダガーZMC（鷹羽リョウ）（1996年3月発売）
- 10/ファイターマグナムVFX（ミニ四ファイター（漫画のみ）／『MAX』のアニメでは市販品として登場）（1996年4月発売）
- 11/ブロッケンギガント（近藤ゲン）（1996年6月発売／スーパーFMシャーシ初採用商品）
- 12/サイクロンマグナム（星馬豪）（1996年9月発売／スーパーTZ初採用商品）
- 13/レイスティンガー（土方レイ）（1996年10月発売）
- 14/ブロッケンギガント ブラックスペシャル（近藤ゲン／ブロッケンギガントの色替え、『WGP』のアニメの1シーンで登場）（1996年10月発売）
- 15/ハリケーンソニック（星馬烈）（1996年12月発売）
- 16/シャイニングスコーピオン（SFC『ミニ四駆シャイニングスコーピオン レッツ&ゴー!!』主人公、シェン・ホワァン（アニメでは実験型を持っている設定）、小四駆走行団光蠍（漫画のみ）、ミニ四ファイター（アニメのみ、試作型）／SFC『シャイニングスコーピオン』が初出で、アニメと漫画にも登場（アニメでは2台作られている設定）。「速度によって色が変わる」という設定があるが、付属するシールは青のみ）（1997年3月発売）
- 17/サイクロンマグナムTRF（未登場／ただし、PS『WGPハイパーヒート』では豪が使用）（1997年2月発売）
- 18/ディオスパーダ（ロッソストラーダ）（1997年5月発売）
- 19/ガンブラスターXTO（リオン・クスコ、XTOリボルバーズ／劇場版が初出で、漫画やゲームにも登場）（1997年6月発売）
- 20/ベルクカイザー（アイゼンヴォルフ1軍／左右非対称マシンで、アニメではコクピットが右か左にあるかによって2タイプあったが、製品は｢R型｣のみ）（1997年6月発売）
- 21/ビートマグナム（星馬豪）（1997年9月発売）
- 22/ビークスパイダーゼブラ（サバンナソルジャーズ／『WGP』のアニメのみ登場。ビークスパイダーの色替えとして、同マシンのベース機という設定）（1997年8月発売）
- 23/バスターソニック（星馬烈）（1997年12月発売）
- 24/ガンブラスター クスコスペシャル（未登場／ガンブラスターXTOのスペシャル仕様）（1997年11月発売）
- 25/ビートマグナムTRF（PS『ミニ四駆爆走兄弟レッツ&ゴー!! WGPハイパーヒート』主人公、土屋博士（漫画のみ）／PS『WGPハイパーヒート』が初出で、漫画ではMAX編に登場）（1998年1月発売）
- 26/ファイヤースティンガー（大神マリナ／『MAX』のアニメのみ登場。レイスティンガーの同型機という設定だが、シャーシはスーパーTZ）（1998年4月発売）
- 27/ディオスパーダGPA（未登場）（2001年11月発売／現在は絶版）
- 28/ビートマグナムGPA（未登場）（2001年11月発売／現在は絶版）
- 29/スピンバイパー（三国藤吉／元々はリアルミニ四駆だったが、走行用にリメイクして発売。ボディの成型色はソリッドブルー）（2002年12月発売／現在は絶版）
- 30/ディオマース・ネロ（ネロ・ステラ・ボルゾイ／元々はリアルミニ四駆だったが、走行用にリメイクして発売。ボディの成型色はメタリックブルー）（2002年12月発売／現在は絶版）
- 31/マグナムセイバー プレミアム（星馬豪／マグナムセイバーのリメイク）（2010年12月発売）
- 32/ソニックセイバー プレミアム（星馬烈／ソニックセイバーのリメイク）（2011年1月発売）
- 33/トライダガーX プレミアム（鷹羽リョウ／トライダガーXのリメイク）（2011年2月発売）
- 34/ビクトリーマグナム プレミアム（星馬豪／ビクトリーマグナムのリメイク）（2011年6月発売）
- 35/バンガードソニック プレミアム（星馬烈／バンガードソニックのリメイク）（2011年7月発売）
- 36/シャイニングスコーピオン プレミアム（SFC『ミニ四駆シャイニングスコーピオン レッツ&ゴー!!』主人公、シェン・ホワァン、ミニ四ファイター（アニメのみ）／シャイニングスコーピオンのリメイク）（2011年9月発売）
- 37/ベルクカイザー プレミアム（アイゼンヴォルフ1軍／ベルクカイザーのリメイク）（2013年9月発売）
- 38/レイスティンガー プレミアム（土方レイ／レイスティンガーのリメイク）（2014年1月発売）
- 39/ビークスパイダー プレミアム（沖田カイ／ビークスパイダーのリメイク）（2014年7月発売）
- 40/サイクロンマグナム プレミアム（星馬豪／サイクロンマグナムのリメイク）（2014年11月発売）
- 41/ハリケーンソニック プレミアム（星馬烈／ハリケーンソニックのリメイク）（2014年11月発売）
- 42/Zウイングマグナム（翼／改造で「ウイングマグナム」にする事が可能）（2014年11月発売）
- 43/ディオスパーダ プレミアム（ロッソストラーダ／ディオスパーダのリメイク）（2015年1月発売）
- 44/ビートマグナム プレミアム（星馬豪／ビートマグナムのリメイク）（2015年3月発売）
- 45/バスターソニック プレミアム（星馬烈／バスターソニックのリメイク）（2015年4月発売）
- 46/グレートブラストソニック（星馬烈／改造で原作仕様にする事が可能）（2015年9月発売）
- 47/ビークスティンガーG（クラッシャージロー）（2016年3月発売）
- 48/プロトセイバーエボリューション プレミアム（J／元々はリアルミニ四駆だったが、走行用にリメイクして発売。ボディの成型色はパープル／シャーシ。アニメではオリジナルシャーシを使用していたが、キットではARが付属）（2016年7月発売）
- 49/トライダガーWX（鷹羽リョウ）（2017年1月発売）
- 50/スピンコブラ プレミアム（三国藤吉／元々はリアルミニ四駆だったが、走行用にリメイクして発売／シャーシはアニメではスーパーFMを使用していたが、キットではスーパー2が付属。スーパーFMを取り付けるには改造が必要となる）（2017年5月発売）
- 51/ガンブラスターXTO プレミアム（リオン・クスコ、XTOリボルバーズ／ガンブラスターXTOのリメイク）（2018年3月発売）
- 52/ブロッケンギガント プレミアム（近藤ゲン／ブロッケンギガントのリメイク）（2018年4月発売）
- 53/グレートマグナムR（リボルバー）（星馬豪）（2018年9月発売）
- 54/コスモソニック（星馬烈、大地駿）（2020年3月発売）

## 登場車種(限定版)
マシン名（爆走兄弟レッツ&ゴー!!内での使用キャラクター）
- スピンバイパー パールブルースペシャル (三国藤吉／ボディの成型色はパールブルー）（2010年2月発売／2017年7月に再発売）
- サイクロンマグナム ブルーメタリック Ver.（星馬豪）（コロコロアニキ 2018年夏号 誌上販売）
- ファイターマグナム VFX プレミアム（ミニ四ファイター（漫画のみ））（2018年11月発売）
- ブロッケンギガント プレミアム ブラックメタリック Ver.（近藤ゲン）（コロコロアニキ 2019年冬号 誌上販売）
- ガンブラスター XTO ライトブルースペシャル（ポリカボディ）（リオン・クスコ、XTOリボルバーズ／ガンブラスターXTOのクリヤーボディ仕様）（2019年1月発売）
- ブラックセイバー プレミアム（黒沢太、黒沢軍団）（2019年1月発売）
- ガンブラスターXTO フィリピンスペシャル（未登場／ガンブラスターXTOのスペシャル仕様）（2019年3月発売）
- ネオトライダガーZMC カーボンスペシャル（鷹羽リョウ）（2019年8月発売）
- ブロッケンギガント ブラック プレミアム（近藤ゲン）（2019年9月発売）
- サイクロンマグナム メモリアル（TZ-X） フルカウルミニ四駆25周年記念（星馬豪）（2019年11月発売）